# Anja Eichhorst
Anja Eichhorst (1971) è un'ex nuotatrice tedesca.
Specializzata nel dorso ha vinto tre medaglie ai Campionati europei di nuoto.

## Palmarès
| Anno | Manifestazione         | Sede          | Evento     | Risultato | Prestazione | Note |
| ---- | ---------------------- | ------------- | ---------- | --------- | ----------- | ---- |
| 1989 | Campionati europei     | Bonn          | 100m dorso | Bronzo    | 1'03"10     |      |
| 1991 | Europei in vasca corta | Gelsenkirchen | 50m dorso  | Argento   | 28"77       |      |
| 1992 | Europei in vasca corta | Espoo         | 50m dorso  | Bronzo    | 28"95       |      |